# 凯瑟琳娜·塔尔巴赫
卡塔琳娜·塔爾巴赫（德語： 德語：[kataˈʁiːna ˈtaːlbax] ⓘ；本名為 Katharina Joachim genannt Thalbach；，1954年1月19日—）是一位德國女演員與舞台導演。她曾在柏林劇團（Berliner Ensemble）與人民舞台劇院（Volksbühne Berlin）演出劇場作品，亦出演電影《鐵皮鼓》。她也擔任戲劇與歌劇導演。

## 生平
塔爾巴赫出生於東柏林， 其父本諾·貝松是導演，母親薩賓娜·塔爾巴赫是演員。她的同父異母兄弟皮埃爾·貝松與繼母烏爾蘇拉·卡魯塞特亦為演員。
塔爾巴赫四歲起便在舞台、電視與電影中出演兒童角色。1966年母親去世後，她受到海倫娜·魏格爾的照顧。1967年，她於埃里希·恩格爾導演的布萊希特作品《三分錢歌劇》中首次登台，飾演妓女貝蒂（後來改為波莉）。她在馬克斯·普朗克中學完成了學業。她隨後於柏林劇團擔任海倫娜·魏格爾的高級學生，並通過舞台成熟考試（Bühnenreifeprüfung）。她曾於柏林劇團與人民舞台劇院演出，其父正是在該劇院擔任藝術總監。
1976年，塔爾巴赫因其伴侶托馬斯·布拉施抗議沃爾夫·比爾曼被驅逐，便一同遷往西德。在西柏林，她於席勒劇院初次登台演出。她曾在漢斯·李策奧執導的豪普特曼劇作《海狸皮大衣》，以及于爾根·弗利姆執導的克萊斯特作品《海爾布隆的凱特亨》中客串演出，並於1980年被《今日劇場》雜誌評選為年度最佳女演員。1979年，她在施隆多夫改編君特·格拉斯小說的電影《鐵皮鼓》中飾演瑪麗亞一角，獲得成功。1984年，她於蘇黎世飾演莎士比亞《哈姆雷特》中的奧菲莉亞。
自1987年起，她開始擔任導演工作。她的突破之作是獲獎舞台劇《馬克白》。自1997年起，她亦擔任歌劇導演，在柏林導演了莫札特的《唐·喬望尼》與雅納切克的《狡猾的小狐狸》。